# Distretto di Yuqori Chirchiq
Il distretto di Yuqori Chirchiq è uno dei 15 distretti della Regione di Tashkent, in Uzbekistan. Il capoluogo è Yangibazar.